# Daemilus
Daemilus is een geslacht van vlinders van de familie bladrollers (Tortricidae), uit de onderfamilie Tortricinae.

## Soorten
- D. fulva (Filipjev, 1962)
- D. mutuurai Yasuda, 1975